# Olaf Finsen (borgmester i Nykøbing Falster)
 Der er flere personer med dette navn, se Olaf Finsen.
Olaf Finsen (26. februar 1861 i Sønderborg – 27. februar 1920) var borgmester i Nykøbing Falster, bror til John og Nulle Finsen.

## Karriere
Han var søn af minister i regeringen Estrup Hilmar Finsen (1824-1886) og hustru Olufa Bojesen (1835-1908), blev student i Reykjavik 1879, cand.jur. 1885; sagførerfuldmægtig i København 1885; fuldmægtig ved Københavns Amts søndre birk 1886; førstefuldmægtig hos straffedommeren på Frederiksberg 1888; assistent i Justitsministeriet 1888; assessor i Københavns Kriminal- og Politiret 1896; borgmester samt by- og herredsfoged i Nykøbing Falster 1905; direktør i Sparekassen for Nykøbing Falster samt for Stubbekøbing-Nykøbing-Nysted Banen.
Han bistod Justitsministeriet ved gennemførelsen af Retsplejereformen og var medudgiver af Slægtsbog for familien Finsen 1903.
Han var Ridder af Dannebrog.

## Familie
Olaf Finsen blev 30. maj 1890 gift med Inge Bojesen (1866 på Frederiksberg – 11. maj 1961 i Versailles, Frankrig), datter af kammerherre og departementschef Sophus Imanuel Anton Bojesen (1827-1899) og hustru, komtesse Louise Frederikke Charlotte Schaffalitzky de Muckadell (1832-1912). I ægteskabet med Inge Bojesen 3 børn:
1. Aage Finsen (1891-1962), direktør, gift med Ingrid Stephensen, datter af borgmester i Middelfart Karl Emil Stephani Stephensen (1861-1934) og hustru Emmy Frijs Læssøe (1863-1947). I ægteskabet 2 børn.
2. Ragna Finsen (1894-1986), gift med Jean Jaques Gateau. I ægteskabet 3 børn. En datter Elisabeth Gateau gift 1965 med balletmester Harald Lander.
3. Hilmar Finsen (1898-?), direktør, gift med Kirsten Julie Ibsen. I ægteskabet 2 børn.